# Parapriacanthus
Parapriacanthus – rodzaj morskich ryb z rodziny zmiataczowatych (Pempheridae).

## Zasięg występowania
Ocean Indyjski i Ocean Spokojny. Dwa gatunki są endemitami Morza Czerwonego.

## Klasyfikacja
Takson opisany przez Franza Steindachnera w 1870. Gatunkiem typowym jest Parapriacanthus ransonneti.
Gatunki zaliczane do tego rodzaju:
- Parapriacanthus argenteus
- Parapriacanthus darros
- Parapriacanthus dispar
- Parapriacanthus elongatus
- Parapriacanthus guentheri
- Parapriacanthus kwazulu
- Parapriacanthus marei
- Parapriacanthus punctulatus
- Parapriacanthus rahah
- Parapriacanthus ransonneti
- Parapriacanthus sharm